# برنار بوالو
برنار بوالو مواليد 25 مايو 1959 في لييج، هو لاعب كرة مضرب بلجيكي سابق وكان يلعب باليد اليمنى. أعلى تصنيف له في الفردي كان المركز الـ 42 في سنة 1983. أعلى تصنيف له في الزوجي كان المركز الـ 155 في سنة 1983.

## النهائيات

### الزوجي: (1)
| الرقم | السنة | الدورة                       | الأرضية | الشريك       | المنافس في النهائي       | النتيجة في النهائي |
| ----- | ----- | ---------------------------- | ------- | ------------ | ------------------------ | ------------------ |
| 1.    | 1981  | إقليم بروكسل العاصمة، بلجيكا | ترابية  | ألين بريشانت | مايك مايبورج فرانك بونسك | 7–5, 6–2           |

## روابط خارجية
- برنار بوالو على موقع رابطة محترفي التنس (الإنجليزية)
- برنار بوالو على موقع الاتحاد الدولي لكرة المضرب (الإنجليزية)
- برنار بوالو على موقع كأس ديفيز (الإنجليزية)
- برنار بوالو على موقع خلاصة التنس.كوم (الإنجليزية)